# Duri da battere
Duri da battere è un singolo di Max Pezzali, realizzato in collaborazione con Nek e Francesco Renga e pubblicato l'11 settembre 2017.

## La canzone
Alla presentazione del brano, il cantante pavese ne ha spiegato il significato:

## Video musicale
Nel video ufficiale della canzone, diretto dai Manetti Bros. e Niccolò Falsetti, i tre cantanti vestono i panni dei grandi eroi del cinema d'azione: Max Pezzali è un avventuriero esploratore come Indiana Jones, Nek è un biker spericolato come Ethan Hunt, il protagonista di Mission: Impossible, e Francesco Renga è un agente segreto circondato da belle donne, in stile James Bond.
Per tutta la durata del video i tre protagonisti superano una serie di ostacoli, come nei grandi film d'azione, per ritrovarsi alla fine a cantare tutti insieme.

## Tracce
1. Duri da battere – 3:34

## Classifiche
| Classifica (2017)         | Posizione massima |
| ------------------------- | ----------------- |
| Italia (airplay)          | 19                |
| Italia (airplay italiane) | 7                 |